# Lista do Patrimônio Mundial no Afeganistão
A Organização das Nações Unidas para a Educação, a Ciência e a Cultura (UNESCO) propôs um plano de proteção aos bens culturais do mundo, através do Comité sobre a Proteção do Património Mundial Cultural e Natural, aprovado em 1972. Esta é uma lista do Patrimônio Mundial existente no Afeganistão, especificamente classificada pela UNESCO e elaborada de acordo com dez principais critérios cujos pontos são julgados por especialistas na área. O Afeganistão, que ocupa uma região de intensa atividade cultural como rota comercial e de especiarias durante a Antiguidade e Idade Média servindo de eixo econômico e político entre Oriente e Ocidente, ratificou a convenção em 20 de março de 1979, tornando seus locais históricos elegíveis para inclusão na lista.
O sítio Minarete e ruínas arqueológicas de Jam foi o primeiro local do Afeganistão incluído na lista do Patrimônio Mundial por ocasião da 26ª Sessão do Comité do Patrimônio Mundial, realizada em Budapeste (Hungria) em 2002. Desde a mais recente inclusão, o Afeganistão contabiliza dois sítios declarados como Patrimônio Mundial da Humanidade, ambos de classificação cultural. Por conta da grande instabilidade política e dos conflitos e ações diretas de grupos armados fundamentalistas (especialmente tropas do Taliban) contra os locais protegidos, ambos os sítios foram inscritos na Lista do Patrimônio Mundial em perigo imediatamente após sua inclusão na lista oficial da organização. Com as crescentes tensões resultante da Guerra do Afeganistão, os sítios têm sido albo de ataques constantes e depredação sem previsão de que as autoridades locais venham busca medidas de proteção.

## Bens culturais e naturais
O Afeganistão conta atualmente com os seguintes lugares declarados como Patrimônio da Humanidade pela UNESCO:
| | Minarete e ruínas arqueológicas de Jam |
| Bem cultural inscrito em 2002, em perigo desde 2002. |                                        |
| Localização: Gur |                                        |
| O Minarete de Jam de 65 m de altura é uma estrutura graciosa e crescente, que remonta ao século XII. Coberto de alvenaria elaborada com uma inscrição de azulejo na parte superior, destaca-se pela qualidade de sua arquitetura e decoração, que representam o ápice de uma tradição arquitetônica e artística nesta região. Seu impacto é aumentado por seu cenário dramático, um vale de rio profundo entre montanhas imponentes no coração da província de Gur. (UNESCO/BPI) |                                        |

| | Paisagem cultural e ruínas arqueológicas do Vale de Bamiã |
| Bem cultural inscrito em 2003, em perigo desde 2003. |                                                           |
| Localização: Bamiã |                                                           |
| A paisagem cultural e as ruínas arqueológicas do Vale de Bamiã representam os desenvolvimentos artísticos e religiosos que, do século I ao XIII, caracterizaram a antiga Báctria, integrando várias influências culturais na escola gandhara de arte budista. A área contém numerosos conjuntos monásticos budistas e santuários, bem como edifícios fortificados do período islâmico. O local também é um testemunho da trágica destruição pelo Talibã das duas estátuas de Buda em pé, que sacudiram o mundo em março de 2001. (UNESCO/BPI) |                                                           |

## Lista Indicativa
Em adição aos sítios inscritos na Lista do Patrimônio Mundial, os Estados-membros podem manter uma lista de sítios que pretendam nomear para a Lista de Patrimônio Mundial, sendo somente aceitas as candidaturas de locais que já constarem desta lista. Desde 2009, o Afeganistão possui 4 locais na sua Lista Indicativa.
| “ | A cidade de Herat, que atualmente é a capital regional do oeste do Afeganistão, tem sido de importância estratégica, comercial e cultural para a região mais ampla. Embora a cidade tenha se desenvolvido extensivamente nos tempos modernos, e tenha sofrido a devastação do conflito, o local é único na sua grande parte manteve sua pegada histórica, e muitos monumentos islâmicos significativos sobreviveram. | ” |

| “ | A cidade de Balkh compreende um grande local urbano de cerca de 11 quilômetros quadrados, situado a oeste da moderna capital regional do norte do Afeganistão, Mazar e Xarife, e cerca de 60 km ao sul do rio Amu Darya (Oxus), cujo curso se aproximava da cidade na antiguidade. A fundação da cidade de Pactra, mais tarde conhecida como Báctria é atribuída aos kaiomars, e em uma data inicial foi dito ter rivalizado centros urbanos como a Babilônia. | ” |